# Fabian Riessle
Fabian Riessle (écrit Rießle en allemand), né le 18 décembre 1990 à Fribourg-en-Brisgau, est un coureur de combiné nordique allemand. Il est double champion du monde par équipes.

## Biographie
Licencié au SZ Breitnau, Fabian Riessle démarre en Coupe du monde de combiné nordique en 2009. Cette même année, il obtient deux médailles en bronze lors de l'épreuve individuelle et l'épreuve par équipes des championnats du monde juniors.
L'année suivante, il participe à nouveau aux championnats du monde juniors et y remporte l'or par équipes.
Il a remporté l'édition 2011 de la Coupe continentale de combiné nordique.
Il remporte son premier podium individuel en coupe du monde le 13 janvier 2012 à Chaux-Neuve derrière Alessandro Pittin et Jason Lamy-Chappuis. Le lendemain, sur une nouvelle épreuve individuelle, le podium est identique.
En 2014, il gagne avec Tino Edelmann le sprint par équipes de Chaux-Neuve, son premier succès en Coupe du monde, puis aux Jeux olympiques de Sotchi, il est médaillé de bronze dans l'épreuve individuelle en grand tremplin devancé dans le final par deux norvégiens Jørgen Graabak et Magnus Moan. Il remporte ensuite sa seconde médaille lors de la compétition par équipes, obtenant l'argent avec Eric Frenzel, Björn Kircheisen et Johannes Rydzek.
Au début de la saison 2014-2015, il prend la deuxième place aux deux manches de Lillehammer. Il remporte ensuite son premier titre mondial en relais à Falun. Il finit l'hiver à la quatrième place au classement général de la Coupe du monde.
Au début de la saison 2015-2016, il remporte la première épreuve de Lillehammer (Norvège) avant de se classer deuxième le lendemain. En tête du classement général avant d'aborder les Trois jours du combiné nordique disputées à Seefeld, il perd la tête du classement au profit de Frenzel qui remporte les deux premières courses disputées dans la station autrichienne.
Aux Jeux olympiques d'hiver de 2018, il gagne sa deuxième médaille individuelle olympique avec l'argent sur le grand tremplin, derrière Eric Frenzel et devant Johannes Rydzek, pour un triplé allemand et obtient la médaille d'or sur la compétition par équipes.
Lors de la saison 2017-2018, il remporte aussi notamment l'étape de Trondheim sur grand tremplin le 14 mars 2018, ce qui est son troisième succès de l'hiver pour prendre place au troisième rang du classement général de la Coupe du monde.
Il devient champion du monde du sprint par équipes en 2019 avec Frenzel.
Le couple qu'il forme avec Sandra Ringwald attend son premier enfant.

## Palmarès

### Jeux olympiques d'hiver
| Épreuve / Édition   | Individuel     | Individuel     | Par équipes Grand tremplin |
| Épreuve / Édition   | Petit tremplin | Grand tremplin | Par équipes Grand tremplin |
| JO 2014 Sotchi      | 8e             | Bronze         | Argent                     |
| JO 2018 Pyeongchang | 7e             | Argent         | Or                         |

### Championnats du monde
| Épreuve / Édition           | Individuel     | Individuel     | Par équipes           | Par équipes           |
| Épreuve / Édition           | Petit tremplin | Grand tremplin | Grand tremplin Sprint | Petit tremplin Relais |
| Mondiaux 2013 Val di Fiemme | 24e            | -              | -                     | 6e                    |
| Mondiaux 2015 Falun         | 9e             | 12e            | -                     | Or                    |
| Mondiaux 2017 Lahti         | 4e             | 6e             | -                     | Or                    |
| Mondiaux 2019 Seefeld       | 17e            | 7e             | Or                    | Argent                |
| Mondiaux 2021 Oberstdorf    | 6e             | 5e             | Bronze                | Argent                |

### Coupe du monde
- Meilleur classement général : 3e en 2015-2016 et 2017-2018.
- 53 podiums individuels : 9 victoires, 16 deuxièmes places et 28 troisièmes places.
- 19 podiums par équipes dont 8 victoires.

#### Différents classements en Coupe du monde
| Année     | Classement général final |
| 2009-2010 | 60e                      |
| 2010-2011 | —                        |
| 2011-2012 | 14e                      |
| 2012-2013 | 25e                      |
| 2013-2014 | 18e                      |
| 2014-2015 | 4e                       |
| 2015-2016 | 3e                       |
| 2016-2017 | 4e                       |
| 2017-2018 | 3e                       |
| 2018-2019 | 8e                       |
| 2019-2020 | 5e                       |
| 2020-2021 | 4e                       |
| 2021-2022 | 20e                      |
| 2022-2023 | 23e                      |

#### Détail des victoires individuelles
| Édition   | Épreuve                                     |
| --------- | ------------------------------------------- |
| 2015-2016 | Lillehammer (Gundersen – HS138 / 10 km).    |
| 2015-2016 | Chaux-Neuve (Gundersen – HS118 / 10 km).    |
| 2015-2016 | Lahti (Gundersen – HS130 / 10 km).          |
| 2016-2017 | Lahti (Gundersen – HS130 / 10 km).          |
| 2016-2017 | Chaux-Neuve (Gundersen – HS118 / 10 km).    |
| 2017-2018 | Ramsau (Gundersen – HS98 / 10 km).          |
| 2017-2018 | Trondheim (Gundersen – HS140 / 10 km).      |
| 2017-2018 | Klingenthal (Gundersen – HS140 / 10 km). x2 |

### Grand Prix
- 2e en 2015
- 3 victoires.

### Coupe continentale
- Vainqueur du classement général en 2011.
- 2 victoires.

### Championnats d'Allemagne
Il remporte le titre national individuel en 2018, 2019 et 2020.